# Bud Taylor
Bud Taylor (eigentlich Charles Bernard Taylor; * 22. Juli 1903 in New Orleans; † 6. März 1962) war ein US-amerikanischer Boxer im Bantamgewicht.

## Profikarriere
Im Jahre 1920 begann er erfolgreich seine Karriere. Am 24. Juni 1927 boxte er gegen Tony Canzoneri sowohl um die universelle als auch um die NBA-Weltmeisterschaft und siegte durch einstimmigen Beschluss. Diese beiden Titel hielt er bis zum Mai des darauffolgenden Jahres.
Im Jahre 1931 beendete der „Blonde Terror of Terre Haute“ nach 71 Siegen (davon 37 durch K. o.) und 22 (4) Niederlagen seine Karriere.
Im Jahre 2005 wurde er in die International Boxing Hall of Fame aufgenommen.